# Антисемитизм в Швейцарии
История евреев в Швейцарии насчитывает по крайней мере тысячу лет. Евреи и иудаизм существовали на территории нынешней Швейцарии ещё до появления средневековой старой швейцарской Конфедерации в 15-м веке.
Швейцария имеет десятую по численности еврейскую общину Европы, это около 17 500 евреев или примерно 0,2 % населения. Приблизительно одна треть еврейской общины живёт в городе-гиганте Цюрихе. В 2009 году в стране насчитывалось 38 синагог.
Первые свидетельства еврейского присутствия в Швейцарии были найдены при раскопках древнеримского города Аугуста Раурика (Кайзераугст, Швейцария) в 2001 году. В энциклопедии «Иудаика» упомянуты первые документы от 1214 года. В Средние века евреи в Швейцарии, как и в других странах Европы, часто подвергались преследованиям. Так, в 1294 году в Берне было казнено много евреев, и оставшиеся в живых высланы под предлогом убийства христианского мальчика. Ещё один погром произошёл в Цюрихе в 1249 году; в память об этом на месте синагоги в старом квартале Ноймаркта установлена мемориальная доска.

## XVII и XVIII века
В 1620 году евреи были изгнаны из швейцарских городов, а с 1776 года им позволили проживать исключительно в двух деревнях — Ленгнау и Эндинген (последний называется сегодня кантоном Аргау). В конце 18-го века 553 еврея в этих деревнях представляли почти все еврейское население Швейцарии. Важным источником, рассказывавшим о положении швейцарских евреев в 18-м веке, стал «Сборник еврейских историй», написанный в 1768 году Йоханом Каспаром Ульрихом.
Начиная с 1603 года, евреев сообщества долины Сарб хоронят на небольшом острове реки Рейн, так называемом Judenäule («остров еврея»), который был арендован еврейской общиной. Поскольку остров неоднократно затоплялся и стирался с лица земли, в 1750 году евреи долины Сарб попросили, чтобы тагзатцунг (нерегулярно созываемое собрание представителей кантонов) открыл кладбище в непосредственной близости от их сообществ в долине Сарб. Один раз в год представители коммунальной хевры кадиша (hevra kadishah — арамейский язык; חברא קדישא — иврит, в переводе означает «святое общество») посещали могилы на острове. В 1750 году тагзатцунг «позволил» еврейским общинам Эндингена и Ленгнау приобрести лесистую местность на небольшом холме между Эндингеном и Ленгнау для кладбища Эндингена. Кладбище несколько раз расширялось; на основании соглашения 1859 года две пятых кладбища принадлежат еврейской общине Ленгнау, и три пятых еврейской общине Эндингена.
В соответствии с решением тагзатцунг в 1678 году евреям разрешили селиться в долине Сарб. После 1776 года им была предоставлена ограниченная возможность проживать только в Эндингене и Ленгнау. Эта иммиграция медленно, но неуклонно меняла внешний вид обеих деревень. В деревне Эндинген не было построено христианской церкви, была только еврейская синагога. Местные христиане ездили в церковь в соседние деревни. Еврейские и христианские семьи часто жили под одной крышей.
Евреям было разрешено овладевать только определёнными профессиями (например, заниматься торговлей). Здания в этих деревнях строили с двумя отдельными входами — один для евреев и другой для христиан. Евреи должны были покупать у властей письма «защиты и безопасности».

## Швейцария в период правления Наполеона I
В 1798 году армия Наполеона I вторглась в Швейцарию, была создана Гельветическая республика. Республика попыталась модернизировать и централизовать швейцарскую Конфедерацию. Создавая новое либеральное государство, швейцарские реформаторы попытались провести принудительную эмансипацию евреев в новом центральном швейцарском Парламенте в Аргау. Когда их действия потерпели неудачу, они попытались привлечь на свою сторону французов. Изменения, предложенные новым парламентом республики, не были поддержаны большинством швейцарцев, вопрос освобождения евреев стал предметом ещё одного спора между старым порядком и новым правительством.
В 1802 году население восстало, гнев его был направлен против евреев. Во время так называемой Zwetschgenkrieg («Война слив») толпа начала грабить еврейские деревни Эндинген и Ленгнау. В то же время другие бунты, такие как Stecklikrieg, отвлекали французскую армию от основных задач императора. Наполеон испытывал нехватку войск, ему нужно было установить мир в Швейцарии, он намеревался создать швейцарские полки для своих кампаний. В поисках мирного разрешения восстания в 1803 он выпустил Закон о посредничестве. Закон о посредничестве стал компромиссом между старым режимом и республикой. Один из пунктов Закона гласил, что никакие права в будущем евреям предоставлены не будут.

## Современная Швейцария
К середине 19-го века в деревне Эндинген проживало около 2000 жителей, приблизительно половина из них были евреи и столько же христиан. Для сравнения — в городе Бадене в это время проживало приблизительно 1500 жителей.
В еврейских деревнях существовало самоуправление, имелась собственная школа. В 1862 появляется еврейская община в Цюрихе, в 1884 году в Левенстрэйсс-Роуд строится синагога. В 1879 году появляется еврейская деревня Нью-Эндинген, которая оставалась независимой до 1983 года, когда произошло её объединение с деревней Эндинген.
Право на свободное поселение не было возвращено евреям швейцарской Конституцией 1848 года. В 1874 году Конституция была пересмотрена. Англия, Франция и США оказали давление на Швейцарию. Статья 49 Конституции 1874 года, гарантировавшая свободу вероисповедания, изменила ситуацию. В результате все граждане страны получили равные права.
В 1876 году евреев полностью уравняли в гражданских правах. К 1920 году большинство евреев покинуло долину Сарб. В конце XIX — начале XX веков многие евреи из Германии и других стран Восточной Европы воспользовались возможностью переехать в Швейцарию. К 1920 году количество евреев в стране достигло своего пика — 21 000 человек (0,5 % от общей численности населения), число, которое осталось почти постоянным с тех пор.

## Язык
Язык евреев, живущих в долине Сарб, — западный диалект идиша, следы которого до сих пор встречаются в регионе. Западный идиш вобрал в себя высокие немецкие диалекты, ивритские и арамейские слова, содержит намёки на романские языки, отличается от восточного идиша, в котором гораздо меньше славянских заимствований. В отличие от восточного идиша, которым владеют многие польские, украинские и американские евреи, западный идиш почти исчез. Сегодня есть отдельные, главным образом пожилые евреи, которые знают диалект евреев долины Сарб. Архивы звука в Цюрихском университете начали записывать речь тех, кто помнит то, что осталось от диалекта.

## Борьба за кашрут
Несмотря на предоставление полного религиозного равенства в 1874 году, определённые религиозные требования не были разрешены, особенно это относится к ритуальному убою скота (соблюдение кошерности). В 1886 году организации, выступающие против жестокого обращения с животными, потребовали у правительства запретить кошерный убой в соответствии с еврейской религией. В 1893 году их усилиями удалось добиться от правительства признания, что кашрут незаконен в Швейцарии. По сей день никакое изменение в швейцарскую Конституцию не было внесено. Еврейская община Швейцарии боролась в течение десятилетий за право на кошерный убой. В 2002 году швейцарское правительство позволило евреям импортировать кошерное мясо, но подобный компромисс не удовлетворил еврейскую общину. Альфред Донат (президент Федерации еврейских общин Швейцарии) заявил, что этот закон является «дискриминационным и нарушает права человека и религиозную свободу». Один из противников требований еврейской общины — Эрвин Кесслер (президент секции Общества защиты животных) — сказал: «или станьте вегетарианцами, или покиньте Швейцарию». По мнению некоторых, истинным мотивом его слов было желание ограничить еврейскую иммиграцию.

## Холокост
В период Холокоста Швейцария дала убежище приблизительно 23 000 евреям. С другой стороны, правительство решило остаться нейтральным и быть только страной транзита. Еврейские беженцы не получали такого же лечения, как беженцы других народов и религий, им назначалась меньшая финансовая поддержка. Швейцарское правительство даже убедило Германию отпечатать «J» на паспорте евреев. Это облегчало руководству страны делать отбор и в дальнейшем отказывать еврейским беженцам. Тысячи евреев пытались бежать в Швейцарию из Австрии после Аншлюса (март 1938), многие пытались избежать высылки из Франции, Нидерландов и Бельгии (1942—1943). Однако швейцарские границы были полностью закрыты для еврейских беженцев. Во время Второй мировой войны 25 000 евреев нашли в Швейцарии убежище, и приблизительно 30 000 евреям было отказано. Большинство еврейских беженцев покинуло страну до 1953 года.

## Период после Второй мировой войны
Сначала Швейцария поддерживала хорошие отношения с Израилем, сохраняя при этом свою нейтральность. Эта поддержка усилилась после арабской террористической атаки в 1969 году на самолёт Эль-Аль в Цюрихе и акта саботажа в самолёте Swissair, направлявшегося в Израиль в 1970 году. Однако согласно данным Института Стивена Рота по изучению современного антисемитизма и расизма, в Швейцарии, как и во всех остальных странах Европы, антисемитизм и антиизраильские настроения с 2000 года постоянно растут.
Ближневосточная политика Швейцарии вызывает напряжённость в отношениях с Израилем и озабоченность евреев во всем мире. Например, швейцарская компания подписала договор на поставку природного газа с Ираном, швейцарский министр иностранных дел сказал, что этот шаг будет раздражать Вашингтон, поскольку контракт может изолировать Тегеран с его спорными ядерными планами.
В 1998 году, согласно исследованиям «Нью-Йорк Таймс» и «Чикаго Трибун», антисемитизм распространился в Швейцарии после изучения действий страны во время Второй мировой войны. Исследования показали, что запреты на открытое выражение расистских взглядов были забыты, как только встал вопрос об обязанности Швейцарии выплатить компенсации жертвам Холокоста. Спор в отношении активов, безвозвратно утраченных во время Второй мировой войны, привёл к всестороннему изучению роли Швейцарии в период войны.
Исследования, проводившиеся, начиная с 2014 года, позволили прийти к выводу, что более чем каждый четвёртый житель Швейцарии является антисемитом, что делает население Швейцарии одним из самых антисемитских в Западной Европе. Одна из возможных причин повышения антисемитизма в Швейцарии в 2014 году — конфликт между Израилем и сектором Газа 2014 года, информация о котором подавалась часто неверно, факты, свидетельствующие в пользу Израиля, замалчивались, учитывалось мнение только одной стороны. Согласно отчёту ЦАФД (Форума по координации борьбы с антисемитизмом) в этот период наблюдается значительное увеличение числа антисемитских инцидентов в Швейцарии. По сообщениям Федерации еврейских общин Швейцарии, в начале июля, в период начала войны в секторе Газа, количество инцидентов оказалось вдвое больше, чем ранее в течение целого года. В отчёте были сделаны выводы, что нынешняя ситуация более, чем другие войны на Ближнем Востоке, вызывает чрезвычайную реакцию швейцарского населения. В 15 случаях проявления антисемитизма были поданы жалобы в полицию. Заявления, появляющиеся в письмах или на Фэйсбук, стали намного более жестокими. Федерация также сообщила об оскорблениях и угрозах, поступающих еврейским гражданам. Европейский еврейский Конгресс подтвердил статистические данные об «огромном росте количества антисемитских инцидентов в Швейцарии», цитируя другое исследование, сделанное Междоусобной Координацией против Антисемитизма и Клеветы — CICAD. Так, был инцидент, когда шестидесятилетнего человека, идущего к своей машине, на глазах жены и четверых детей, стали избивать и кричать антисемитские ругательства, в том числе «Juden raus» (евреи, убирайтесь) на немецком языке.